# Arthur Ford
Arthur Ford  (8 de enero de 1896 – 4 de enero de 1971)  fue un médium estadounidense y fundador de la Asamblea General internacional de Espiritistas . Ford alrededor 1921 emergió como médium de trance afirmó que el espíritu "Fletcher sería  su guía para el resto de su vida y aparecía en sesiones del trance. Arthur Conan Doyle, que asistió a una de las conferencias de Ford en Gran Bretaña, dijo "una de las cosas más asombrosas que he visto nunca en 41 años de experiencia psíquica era la demostración de Arthur Ford. A pesar de una aflicción por el Espiritualismo y la morfina él impresionó a numerosa gente con sus capacidades, incluyendo los investigadores prominentes William McDougall y William G. Roll, Jr. de la Fundación para la Investigación de Psychical. Él también viajó extensamente para demostrar su mediumnismo físico y en Gran Bretaña visitó the Churches' Fellowship for Psychical and Spiritual Studies. En 1955 Ford era activo en la formación de una organización similar en los Estados Unidos, Spiritual Frontiers Fellowship.
Arthur Ford predijo que un nuevo mesías surgiría a orillas del río del jaguar en Sudamérica. Sobre el mismo, destacó que conocía muy bien el arte de los números, que conocía el "Código Houdini" y que llevaba el apodo de un Dios Griego relacionado con los placeres.
- Datos: Q4355575
- Multimedia: Arthur Ford (psychic) / Q4355575